# Dichorisandra oxypetala
Dichorisandra oxypetala är en himmelsblomsväxtart som beskrevs av William Jackson Hooker. Dichorisandra oxypetala ingår i släktet Dichorisandra och familjen himmelsblomsväxter. Inga underarter finns listade.